# Бармаков, Юрий Николаевич
Юрий Николаевич Бармаков (род. 7 января 1932, Москва) — советский и российский учёный в области микроэлектроники и ядерных боеприпасов. Герой Труда Российской Федерации (2022), Заслуженный деятель науки Российской Федерации (2002). Лауреат Ленинской премии (1983) и Государственной премии СССР (1968).

## Биография
После окончания Московского инженерно-физического института (1955) работает во ВНИИА: инженер, нач. лаборатории, зам. главного конструктора, директор (1987—2008), с 2008 г. — научный руководитель, с 2011 г. — первый заместитель научного руководителя ВНИИА.
Доктор технических наук, профессор.
С 2016 года член Президиума Высшей аттестационной комиссии при Минобрнауки России (Распоряжение Правительства РФ от 30 апреля 2016 г. №841-р; Распоряжение Правительства РФ от 22 мая 2019 г. №1017-р).
С 2016 года профессор НИЯУ МИФИ
С 2018 года и.о. директора Института физико-технических интеллектуальных систем (ИФТИС) НИЯУ МИФИ.

## Награды
- Герой Труда Российской Федерации (29 апреля 2022 года) — за особые трудовые заслуги перед государством и народом[1].
- Орден «За заслуги перед Отечеством» IV степени (18 января 2007 года) — за большой вклад в развитие атомной промышленности и многолетний добросовестный труд[2].
- Орден Александра Невского (2015).
- Орден Почёта (3 февраля 1996 года) — за заслуги перед государством и большой вклад в развитие атомной промышленности[3].
- Орден Трудового Красного Знамени (1978).
- Знак отличия «За наставничество» (13 ноября 2018 года) — за заслуги в профессиональном становлении молодых специалистов и активную наставническую деятельность[4].
- Медаль «За трудовое отличие».
- Медаль «За доблестный труд. В ознаменование 100-летия со дня рождения Владимира Ильича Ленина».
- Медаль «Ветеран труда».
- Медаль «В память 850-летия Москвы».
- Юбилейная медаль «300 лет Российскому флоту».
- Заслуженный деятель науки Российской Федерации (19 июня 2002 года) — за заслуги в научной деятельности[5].
- Ленинская премия (1983) — за разработку ядерного боеприпаса для стратегической крылатой ракеты воздушного базирования.
- Государственная премия СССР (1968) — за разработку и внедрение первой автоматизированной системы контроля ядерных боеприпасов.